# Charles Scribani
Charles Scribani, né le 21 novembre 1561 à Bruxelles et décédé le 24 juin 1629 à Anvers (Belgique), était un prêtre jésuite belge d'origine italienne, humaniste du XVIIe siècle et écrivain. Comme supérieur religieux il contribua au développement des œuvres et activités jésuites dans les Pays-Bas méridionaux.

## Biographie

### Jeunesse et formation
Né le 21 novembre 1561 à Bruxelles, d’un noble italien, Hector Scribani, membre de l’entourage du gouverneur Farnèse, Charles Scribani étudie au collège des Trois couronnes de Cologne qui le promeut maître ès-arts le 6 mars 1582. Une brillante carrière se présente à lui.
Cependant, une dizaine de jours plus tard, le 17 mars 1582, il entre dans la Compagnie de Jésus et commence son noviciat à Trèves (en Rhénanie-Palatinat). Sa formation spirituelle initiale terminée Scribani enseigne les classes de poésie et de rhétorique dans les collèges de Molsheim, Trèves et Liège, Au terme de ses études de théologie il est ordonné prêtre dans sa ville natale par son oncle Liévin van der Beken (Laevinius Torrentius), évêque d’Anvers (11 avril 1590).
Une première nomination au collège de Douai où il enseigne la philosophe (1591-1593) est suivie d’un retour à Anvers comme préfet des études au collège jésuite de la ville (1593-1598). Il passera la plus grande partie de sa vie à Anvers.

### Homme de gouvernement religieux
Nommé recteur du collège d’Anvers en 1598 il met en chantier la construction de la splendide église baroque dédiée à saint Ignace (aujourd’hui à saint Charles Borromée)  
De recteur il devient provincial (en 1613) de la province jésuite flandro-belge. Scribani ouvre le nouveau noviciat à Malines et y reçoit le jeune diestois Jean Berchmans en 1616. Au cours de son provincialat, des collèges sont ouverts à Malines (1615), Cassel (1617), Bailleul (1618) et Dunkerque (1618), ces trois dernières villes se trouvant aujourd’hui en France septentrionale. En outre, des négociations sont entamées en vue d’ouvrir des institutions similaires à Audenarde (ouverte en 1616) et à Alost (ouverte en 1621).
Son mandat terminé Scribani est envoyé comme recteur au collège de Bruxelles (1619), poste qu’il garde jusqu’en 1625.

### Homme de culture

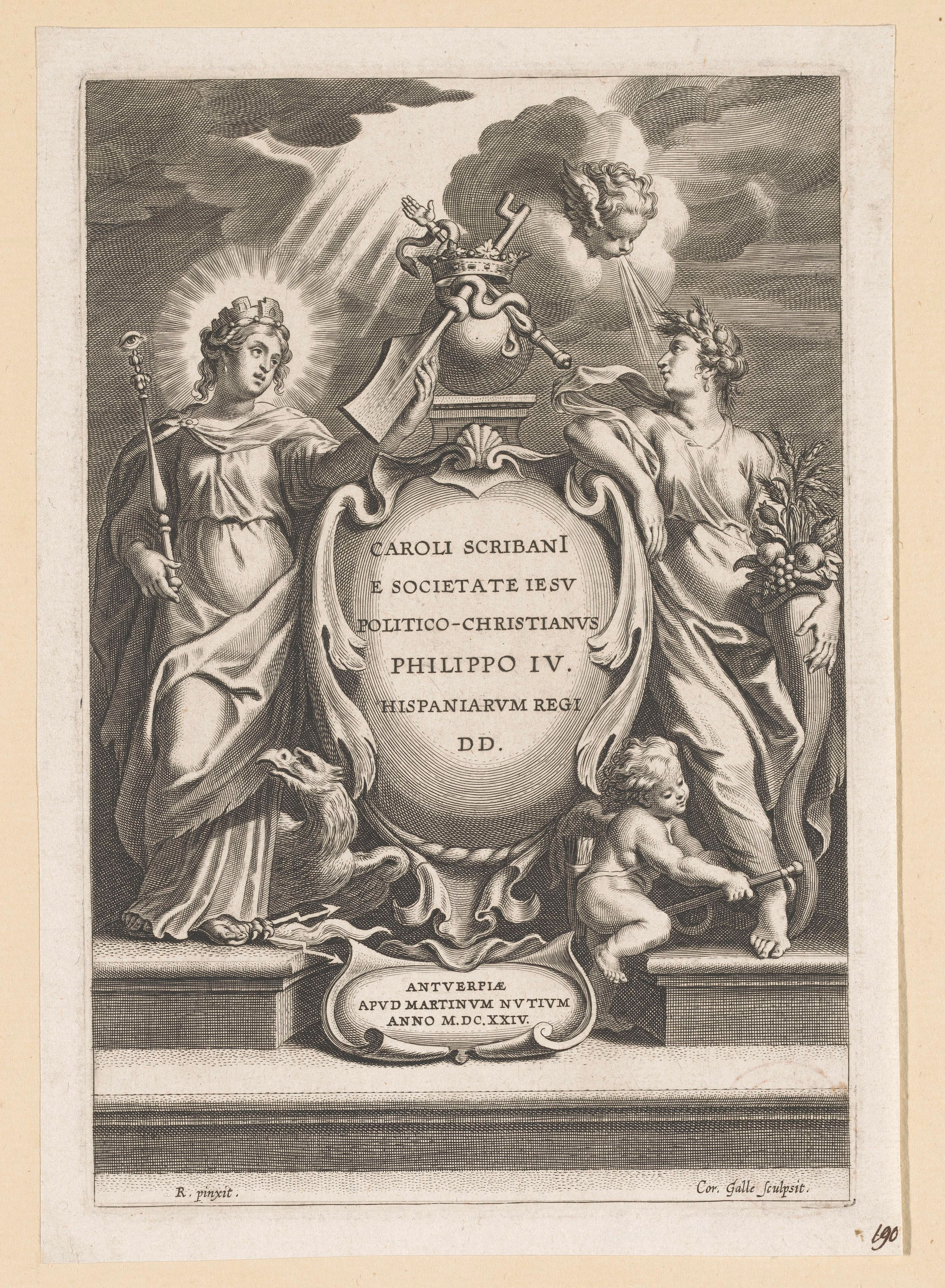
Charles Scribani, Politico-Christianus, Anvers, M. Nutius, 1624.

Sous la vigoureuse direction de Scribani, l'activité apostolique des jésuites des Pays-Bas méridionaux reçoit une grande impulsion: l'éducation dans les collèges, l'enseignement du catéchisme aux enfants et illettrés dans les paroisses, les congrégations mariales, la prédication, les sacrements, l'aumônerie militaire (la Mission dite ‘des camps’) et les contacts avec les protestants à travers la ‘Mission hollandaise’.
De grande culture et personnellement porté au labeur intellectuel Scribani a réuni un groupe d'excellents écrivains dans la maison professe d'Anvers. Écrivant souvent la nuit, il fut lui-même un auteur prolifique (en élégant latin), de livres de controverse avec les protestants (surtout en réponse aux calvinistes, très présents aux Pays-Bas méridionaux), ainsi que des traités de spiritualité et sur la politique. Beaucoup de ses œuvres furent plusieurs fois rééditées et traduites dans d'autres langues. Sa pensée et son style répandent l'idéal humaniste chrétien.
Son humanisme lié à une grande affabilité et humilité religieuse authentique font que Scribani est recherché par les grandes personnalités de la vie politique, ecclésiastique, intellectuelle et artistique des Pays-Bas Méridionaux de son temps, et particulièrement ceux de la ville d’Anvers: ainsi le philologue et homme de Droit louvaniste Juste Lipse, l’historien Erycius Puteanus, les peintres Pierre-Paul Rubens et Antoine Van Dyck (qui fit son portrait). Il est proche également des archiducs Albert et Isabelle, du marquis Ambroise Spinola, et du duc Maximilien de Bavière, ainsi que du cardinal de la Cueva et les nonces Bentivoglio et San Severino.
Lorsque son mandat de six ans est terminé à Bruxelles Charles Scribani revient dans la maison professe de sa ville natale d’Anvers où il passe ses dernières années, se consacrant à l’écriture. Il meurt le 24 juin 1629.

## Écrits
- Ars mentiendi calvinistica, Anvers, 1602.
- Amphitheatrum Honoris, Anvers, 1605. (sous le pseudonyme 'Clarus Bonarscius')
- Orthodoxae fidei controversa (6 vol.), Anvers, 1609-1612.
- Philosophus christianus, Anvers, 1614.
- Superior religiosus, Anvers, 1619.
- Politico-christianus, Anvers, 1624.
- Christus patiens, Anvers, 1629.